# ジョー・ペピトーン
ジョー・ペピトーン（英語: Joe Pepitone、本名：ジョゼフ・アンソニー・ペピトーン（Joseph Anthony Pepitone）、1940年10月9日 - 2023年3月13日）は、アメリカ合衆国・ニューヨークブルックリン区出身のプロ野球選手（内野手）。

## 経歴

### メジャーリーグ時代
1962年に地元のMLBチーム、ニューヨーク・ヤンキースに入団。地元出身の天性のホームランバッターということもあり、地元ファンから「ミッキー・マントルの後継者」と期待された。
入団早々、当時アメリカ球界で御法度とされた長髪をなびかせ、契約金2万5千ドル全額を使ってフォード・サンダーバードを買った。1年目にはシャークスキン柄のスーツでキャンプインし、夜な夜な部屋に女性を連れ込んで遊び呆けていたが、1964年のワールドシリーズの第6戦で満塁本塁打を放つなど、1966年までは打率こそ低いもの成績を残していた。また3度ゴールドグラブ賞を獲得するなど、一塁手としての守備力には高い評価がされていた。また、乱闘になれば真っ先に飛び出す破天荒な性格は、全盛期当時としてはニューヨーカーに歓迎された。
しかし、元々確実性に欠けるうえに選球眼もよくないことから、1967年以降は成績が下降した。その上、遅刻、無断欠勤を繰り返し、グラウンド外でトラブルを起こすようになるなど素行に問題があり、1969年シーズンを最後に所属契約を解除される。その後、ヒューストン・アストロズ、シカゴ・カブス、アトランタ・ブレーブスと球団を転々とした。

### ヤクルト時代
1973年にヤクルトアトムズは、衰えを見せていたデーブ・ロバーツとの契約を解除し、6月16日にペピトーンを獲得した。ヤクルトはペピトーンへの年俸70,000ドルに加え、アトランタ・ブレーブスへもトレードマネーとして70,000ドルを支払ったという。
ペピトーンは6月20日に初来日。3日後の対巨人11回戦（後楽園）の6回表に決勝タイムリーを記録した。球団が「ペピトーン・デー」と位置付けた6月30日の対中日12・13回戦ダブルヘッダー（神宮）の第2試合を欠場。そのまま当時の夫人との離婚裁判への出席を理由に無断で帰国し、解決後の8月8日に再来日するも、8月19日の対阪神22回戦（神宮）を最後に、アキレス腱を痛めて欠場。しかし、当時赤坂にあったディスコ「ビブロス」にて朝まで踊り狂っている様子を何度も目撃されており、球団関係者からは「ペピトーンのアキレス腱痛は病院へ行けば行くほど悪化していった」と皮肉られた。さらに、9月12日には治療という名目で無断帰国した。
しばらく部屋を共にしていたクリート・ボイヤー（ヤンキース時代の同僚で、当時大洋ホエールズに所属）の手元に1500ドル以上にのぼるアメリカ合衆国への長距離電話代と1000ドル以上の雑費の請求書を残し、ヤクルト球団がその支払いの肩代わりをすることになるなど、私生活の面でもトラブルが絶えず、また練習嫌いであったこともあって、仮病を使って休むことも多かった。あまりの素行の悪さに当時の監督だった三原脩は「ペピトーンを来期の戦力に加えないように」とフロントに告げたが、成績に関わらず中途解雇できない2年契約であったため残留となった。
2年目となる1974年、オープン戦が始まっても来日せず、球団から「球団指定日（3月15日）までに来日しないと所属契約を解除する」と通達されるも、ペピトーンは前年来日時の荷物輸送料金と犬の空輸料金を要求。結局15日までに来日しなかったため、3月20日にコミッショナー事務局に任意引退選手公示申請をして契約解除し、ヤクルトを退団した（3月21日に公示）。後にアメリカ球界復帰を考えていたペピトーンの要求により自由契約公示された。
最終的に日本で大した成績を残すこともなく、またあまりの素行の悪さに「日本プロ野球史上最悪の外国人選手」という評価を受けた。

### ヤクルト退団後
NYタイムズの取材記事にて、日本への中傷を見た太平洋クラブライオンズのマーティ・キーナート企画室長が「アメリカ人の面汚し」と激怒し、タイムズ紙と全メジャー球団に反論文を送り付けた事で、アメリカ球界でもペピトーンの数々の問題行動が広く知られる事となる。この事が原因となり、マイナーも含めたアメリカの球団に入団希望を打診するも、悪評が広がっていたせいで門前払いを喰らい、野球選手を引退する事になった。なお、このことがきっかけで日本球界との関係悪化とペピトーンの擁護不可能な素行不良に責任を感じたロサンゼルス・ドジャースのピーター・オマリー会長がヤクルトに対して選手移譲を申し入れ、真面目で日本受けしやすいチャーリー・マニエルを移譲した。
事実上アメリカ球界を追放されることになったペピトーンは、1985年にコカインを不正所持、出所直後に拳銃不法所持、1992年に軽犯罪、1995年に飲酒運転交通事故を起こした。
2021年にはミッキー・マントルがヤンキースタジアムで500号本塁打を打ったバットの返却をめぐり、アメリカ合衆国の連邦裁判所に訴えを起こした。訴状によると、野球殿堂に対し、博物館に展示されているバットの返却と、100万ドル（2021年7月時点の為替レートで約1億1000万円）の損害賠償を求めているという。訴状のなかでペピトーンは、そのバットを「求めがあればいつでも返却される」という条件のもとに野球殿堂に貸していたと主張している。ぺピトーンによると、500号がかかっていたマントルは、バットのスピードが出るように自身のモデルよりも軽いものを使いたいと話したので、その前の回に本塁打を打った自分のバットを貸したという。試合後、そのバットが知らないうちに自分のロッカーから持ち去られ、数日後にバットを貸すことで博物館と合意したと説明した。
2023年3月13日に死去。82歳没。14日時点で死因は明らかになっていないが、息子によれば心臓発作の可能性があるという。死去に際しヤンキースは「生粋のニューヨーカーとして、彼は選手としてのキャリアとその後の数十年間、ヤンキーであることのすべてを受け入れてきました。私たちの組織全体が彼を惜しみ、彼の家族、友人、そして彼を知っているすべての人に心からお悔やみを申し上げます」と追悼の声明を出した。

## 詳細情報

### 年度別打撃成績
| 年 度     | 球 団     | 試 合 | 打 席 | 打 数 | 得 点 | 安 打 | 二 塁 打 | 三 塁 打 | 本 塁 打 | 塁 打 | 打 点 | 盗 塁 | 盗 塁 死 | 犠 打 | 犠 飛 | 四 球 | 敬 遠 | 死 球 | 三 振 | 併 殺 打 | 打 率 | 出 塁 率 | 長 打 率 | O P S |
| --------- | --------- | ----- | ----- | ----- | ----- | ----- | -------- | -------- | -------- | ----- | ----- | ----- | -------- | ----- | ----- | ----- | ----- | ----- | ----- | -------- | ----- | -------- | -------- | ----- |
| 1962      | NYY       | 63    | 141   | 138   | 14    | 33    | 3        | 2        | 7        | 61    | 17    | 1     | 1        | 0     | 0     | 3     | 0     | 0     | 21    | 5        | .239  | .255     | .442     | .697  |
| 1963      | NYY       | 157   | 615   | 580   | 79    | 157   | 16       | 3        | 27       | 260   | 89    | 3     | 5        | 0     | 5     | 23    | 2     | 7     | 63    | 10       | .271  | .304     | .448     | .752  |
| 1964      | NYY       | 160   | 647   | 613   | 71    | 154   | 12       | 3        | 28       | 256   | 100   | 2     | 1        | 2     | 5     | 24    | 7     | 3     | 63    | 17       | .251  | .281     | .418     | .698  |
| 1965      | NYY       | 143   | 580   | 531   | 51    | 131   | 18       | 3        | 18       | 209   | 62    | 4     | 2        | 3     | 1     | 43    | 11    | 2     | 59    | 12       | .247  | .305     | .394     | .699  |
| 1966      | NYY       | 152   | 621   | 585   | 85    | 149   | 21       | 4        | 31       | 271   | 83    | 4     | 3        | 0     | 5     | 29    | 6     | 2     | 58    | 14       | .255  | .290     | .463     | .753  |
| 1967      | NYY       | 133   | 545   | 501   | 45    | 126   | 18       | 3        | 13       | 189   | 64    | 1     | 3        | 3     | 4     | 34    | 4     | 3     | 62    | 16       | .251  | .301     | .377     | .678  |
| 1968      | NYY       | 108   | 421   | 380   | 41    | 93    | 9        | 3        | 15       | 153   | 56    | 8     | 2        | 0     | 3     | 37    | 9     | 1     | 45    | 7        | .245  | .311     | .403     | .714  |
| 1969      | NYY       | 135   | 546   | 513   | 49    | 124   | 16       | 3        | 27       | 227   | 70    | 8     | 6        | 0     | 2     | 30    | 11    | 1     | 42    | 13       | .242  | .284     | .442     | .726  |
| 1970      | HOU       | 75    | 299   | 279   | 44    | 70    | 9        | 5        | 14       | 131   | 35    | 5     | 2        | 0     | 1     | 18    | 9     | 1     | 28    | 7        | .251  | .298     | .470     | .767  |
| 1970      | CHC       | 56    | 234   | 213   | 38    | 57    | 9        | 2        | 12       | 106   | 44    | 0     | 2        | 4     | 2     | 15    | 2     | 0     | 15    | 2        | .268  | .313     | .498     | .811  |
| '70計     | CHC       | 131   | 533   | 492   | 82    | 127   | 18       | 7        | 26       | 237   | 79    | 5     | 4        | 4     | 3     | 33    | 11    | 1     | 43    | 9        | .258  | .304     | .482     | .786  |
| 1971      | CHC       | 115   | 460   | 427   | 50    | 131   | 19       | 4        | 16       | 206   | 61    | 1     | 2        | 2     | 3     | 24    | 8     | 4     | 41    | 14       | .307  | .347     | .482     | .830  |
| 1972      | CHC       | 66    | 233   | 214   | 23    | 56    | 5        | 0        | 8        | 85    | 21    | 1     | 2        | 0     | 3     | 13    | 4     | 3     | 22    | 4        | .262  | .309     | .397     | .706  |
| 1973      | CHC       | 31    | 122   | 112   | 16    | 30    | 3        | 0        | 3        | 42    | 18    | 3     | 1        | 0     | 1     | 8     | 0     | 1     | 6     | 1        | .268  | .320     | .375     | .695  |
| 1973      | ATL       | 3     | 12    | 11    | 0     | 4     | 0        | 0        | 0        | 4     | 1     | 0     | 0        | 0     | 0     | 1     | 0     | 0     | 1     | 2        | .364  | .417     | .364     | .780  |
| '73計     | ATL       | 34    | 134   | 123   | 16    | 34    | 3        | 0        | 3        | 46    | 19    | 3     | 1        | 0     | 1     | 9     | 0     | 1     | 7     | 3        | .276  | .328     | .374     | .702  |
| 1973      | ヤクルト  | 14    | 49    | 43    | 1     | 7     | 0        | 0        | 1        | 10    | 2     | 0     | 0        | 0     | 0     | 5     | 3     | 1     | 7     | 0        | .163  | .265     | .233     | .498  |
| MLB：12年 | MLB：12年 | 1397  | 5476  | 5097  | 606   | 1315  | 158      | 35       | 219      | 2200  | 721   | 41    | 32       | 14    | 35    | 302   | 73    | 28    | 526   | 124      | .258  | .301     | .432     | .733  |
| NPB：1年  | NPB：1年  | 14    | 49    | 43    | 1     | 7     | 0        | 0        | 1        | 10    | 2     | 0     | 0        | 0     | 0     | 5     | 3     | 1     | 7     | 0        | .163  | .265     | .233     | .498  |

### 表彰
MLB
- ゴールドグラブ賞：3回 （1965年、1966年、1969年）

### 記録
MLB
- MLBオールスターゲーム出場：3回 （1963年 - 1965年）

NPB
- 初出場・初先発出場：1973年6月20日、対読売ジャイアンツ11回戦（後楽園球場）、4番・一塁手として先発出場
- 初安打・初打点：同上、6回表に新浦壽夫から右前決勝適時打
- 初本塁打：1973年6月28日、対広島東洋カープ11回戦（広島市民球場）、4回表に外木場義郎から右越場外ソロ

### 背番号
- 25 （1962年 - 1969年）
- 9 （1970年 - 同年途中）
- 8 （1970年途中 - 1973年途中）
- 7 （1973年途中 - 同年途中）
- 5 （1973年途中 - 同年終了）